# 4x4 van het Jaar
De 4x4 van het Jaar-verkiezing is een verkiezing waarbij een Belgische professionele jury van journalisten de beste 4x4 van dat jaar selecteren. De laatste jaren zijn er ook de subcategorieën Pick-up van het Jaar en SUV van het Jaar. De verkiezing wordt georganiseerd door het magazine 4x4 PLUS, dat zijn lezers de beste wagens binnen elke categorie laat kiezen. De jury test dan alle wagens en kent deze een score toe met een maximum van 1.000 punten.

## Uitslagen

### 4x4 van het Jaar
| Jaar | Goud                     | Punten | Zilver                  | Punten | Brons                   | Punten |
| ---- | ------------------------ | ------ | ----------------------- | ------ | ----------------------- | ------ |
| 2001 | Mitsubishi Pajero        |        |                         |        |                         |        |
| 2002 | Jeep Cherokee            |        | Toyota Land Cruiser     |        | Nissan Patrol           |        |
| 2003 |                          |        |                         |        |                         |        |
| 2004 | Toyota Land Cruiser      |        |                         |        |                         |        |
| 2005 |                          |        |                         |        |                         |        |
| 2006 | Range Rover Sport        |        |                         |        |                         |        |
| 2007 | Mercedes-Benz GL OffRoad | 775,83 | Land Rover Range Rover  |        | Toyota Land Cruiser 120 |        |
| 2008 | Range Rover Sport        | 742,71 | Jeep Wrangler Unlimited |        | Volkswagen Touareg      |        |

### SUV van het Jaar
| Jaar | Goud                  | Punten | Zilver                 | Punten | Brons                              | Punten |
| ---- | --------------------- | ------ | ---------------------- | ------ | ---------------------------------- | ------ |
| 2001 | Land Rover Freelander |        |                        |        |                                    |        |
| 2002 | Nissan X-Trail        |        | Audi Allroad           |        | Volvo XC70                         |        |
| 2003 |                       |        | Subaru Forester        |        |                                    |        |
| 2004 | Volvo XC90            |        | Subaru Forester        |        |                                    |        |
| 2005 |                       |        |                        |        |                                    |        |
| 2006 |                       |        |                        |        |                                    |        |
| 2007 | Land Rover Freelander |        | Suzuki SX4 Fiat Sedici |        | Suzuki Grand Vitara Hyundai Tucson |        |

Omdat er 19 modellen kandidaat-winnaar waren in 2008 werd de groep verder opgesplitst in 4 prijsniveaus.
| Jaar | Eindoverwinning   | Punten | < € 30.000          | Punten | € 30.000 - € 34.000 | Punten | € 34.000 - € 45.000   | Punten | > € 45.000 | Punten |
| ---- | ----------------- | ------ | ------------------- | ------ | ------------------- | ------ | --------------------- | ------ | ---------- | ------ |
| 2008 | Volkswagen Tiguan | 813,28 | Skoda Octavia Scout | ± 810  | Volkswagen Tiguan   | 813,28 | Land Rover Freelander |        | BMW X5     |        |

#### < € 30.000
| Jaar | Goud                | Punten | Zilver              | Punten | Brons      | Punten |
| ---- | ------------------- | ------ | ------------------- | ------ | ---------- | ------ |
| 2008 | Skoda Octavia Scout |        | Suzuki Grand Vitara |        | Honda CR-V |        |

#### € 30.000 - € 34.000
| Jaar | Goud              | Punten | Zilver         | Punten | Brons       | Punten |
| ---- | ----------------- | ------ | -------------- | ------ | ----------- | ------ |
| 2008 | Volkswagen Tiguan | 813,28 | Nissan X-Trail |        | Opel Antara |        |

#### € 34.000 - € 45.000
| Jaar | Goud                  | Punten | Zilver                                              | Punten | Brons  | Punten |
| ---- | --------------------- | ------ | --------------------------------------------------- | ------ | ------ | ------ |
| 2008 | Land Rover Freelander |        | Mitsubishi Outlander Citroën C-Crosser Peugeot 4007 |        | BMW X3 |        |

#### > € 45.000
| Jaar | Goud   | Punten | Zilver           | Punten | Brons   | Punten |
| ---- | ------ | ------ | ---------------- | ------ | ------- | ------ |
| 2008 | BMW X5 |        | Mercedes-Benz ML |        | Audi Q7 |        |

### Pick-up van het Jaar
| Jaar | Goud           | Punten | Zilver          | Punten | Brons               | Punten |
| ---- | -------------- | ------ | --------------- | ------ | ------------------- | ------ |
| 2001 | Nissan Navara  |        |                 |        |                     |        |
| 2002 | Toyota HiLux   |        | Mitsubishi L200 |        | Land Rover Defender |        |
| 2003 |                |        |                 |        |                     |        |
| 2004 | Nissan Pick-up |        |                 |        |                     |        |
| 2005 |                |        |                 |        |                     |        |
| 2006 |                |        |                 |        |                     |        |
| 2007 | Isuzu D-MAX    | 787,50 | Nissan Navara   |        | Toyota HiLux        |        |
| 2008 | Toyota HiLux   | 680,86 | Nissan Navara   |        | Isuzu D-Max         |        |